# Limnia fitchi
Limnia fitchi är en tvåvingeart som beskrevs av Steyskal 1978. Limnia fitchi ingår i släktet Limnia och familjen kärrflugor. Inga underarter finns listade i Catalogue of Life.